# Black Prince (Schiff, 1906)
Die Black Prince, auch HMS Black Prince, war ein Panzerkreuzer der Duke-of-Edinburgh-Klasse der britischen Marine, der von 1906 bis 1916 in Dienst stand. Benannt war das Schiff nach Edward Plantagenet (1330–1376), der als der Schwarze Prinz bekannt wurde. In der Skagerrakschlacht wurde der Panzerkreuzer am 1. Juni 1916 von den deutschen Großkampfschiffen zusammengeschossen, die er nicht rechtzeitig als die feindliche Flotte ausgemacht hatte. Er sank mit allen 857 Mann an Bord.

## Vorgeschichte und Bewaffnung
Die Black Prince und ihre Schwesterschiffe stellten eine Weiterentwicklung der vorangegangenen Devonshire- und der Monmouth-Klasse dar. Diese Typen wurden von der britischen Admiralität als nicht mehr ausreichend bewaffnet und geschützt angesehen, um noch gemeinsam sinnvoll mit der Schlachtflotte operieren zu können. Dies war zugleich ein Zugeständnis an die nach 1900 aufkommende Diskussion über das all big gun one caliber battleship. Infolgedessen erhielten die Schiffe der Duke of Edinburgh-Klasse eine teilweise um bis zu 50 Prozent stärkere Panzerung (etwa an den Turmfrontseiten, wo die Panzerung auf 191 mm anwuchs) sowie Hauptgeschütze vom Kaliber 23,4 cm (die Panzerkreuzer der Devonshire- und der Monmouth-Klasse hatten nur Geschütze vom Kaliber 15,2 cm oder 19,1 cm). Zudem wurde die Höchstgeschwindigkeit leicht gesteigert und lag nun bei etwa 23 kn. Diese Verbesserungen ließen allerdings auch die maximale Wasserverdrängung der neuen Panzerkreuzer auf deutlich über 14.000 ts ansteigen. Unter der Regie von Sir Philip Watts (1846–1926), der von 1901 bis 1912 Director of Naval Construction der Royal Navy war und in dessen Ägide 1905 auch das revolutionäre Schlachtschiff Dreadnought entstand, wurden auch die Schiffe der Duke of Edinburgh-Klasse konstruiert und gebaut. Die Pläne für diese Panzerkreuzer waren teils vor den ersten Studien zum neuen all big gun one caliber battleship Dreadnought entstanden, womit diese Panzerkreuzer als die ersten von Philip Watts entworfenen Schiffe angesehen werden können.
Das Schiff war mit sechs 23,4-cm-L/47-Mk.-X-Schnellfeuerkanonen in Hexagonalaufstellung bewaffnet. Die Geschütze waren in Einzeltürmen untergebracht, wobei jeweils vier Kanonen gleichzeitig in einer Breitseite abgefeuert werden konnten, und konnten etwa 172 kg schwere Granaten über Distanzen von maximal etwa 14,1 km verschießen. Die Mittelartillerie bestand aus zehn 15,2-cm-L/50-Mk.-XI-Schnellfeuerkanonen in einzelnen Kasematten; je fünf Kasematten waren zu beiden Seiten des Rumpfes untergebracht. Diese Geschütze waren allerdings von relativ geringem Kampfwert, da das Kasemattendeck sehr tief lag und so die Reichweite dieser Kanonen erheblich eingeschränkt wurde; bei hohem Seegang waren die Geschütze fast gänzlich unbenutzbar. Auf den letzten vier Schiffen der Klasse, der sogenannten Warrior-Unterklasse (Warrior, Cochrane, Natal und Achilles), wurden die Kasematten deshalb entfernt und die 15,2-cm-Kanonen durch vier 19,1-cm-Geschütze in Einzeltürmen ersetzt, die einen besseren Bestreichungswinkel besaßen und zudem schwerere Geschosse abfeuern konnten. Zudem führte die Black Prince zur Abwehr von Torpedobooten noch 22 leichte 4,7-cm-Geschütze des Typs Vickers Mk. II (3-Pfünder), die unterhalb der Brückenstruktur und nahe dem achteren Masten in je zwei größeren Gruppen aufgestellt waren, sowie drei starre und unterhalb der Wasserlinie eingebaute 45,7-cm-Torpedorohre mit sich.

### Anmerkung zur schnellen Überalterung des Schiffes
Obwohl die Black Prince und ihre Schwesterschiffe erst um 1906 in Dienst gestellt worden waren und eine deutliche Verbesserung der vorangegangenen Typen darstellten, galten sie dennoch zum Zeitpunkt ihrer Indienststellung bereits als veraltet, da fast alle größeren Flotten zu diesem Zeitpunkt bereits mit dem Bau oder zumindest dem Entwurf von Dreadnoughts begonnen hatten. Dieser neue Schlachtschifftyp sowie die aufkommende Entwicklung des Schlachtkreuzers machten letztlich das allgemeine Konzept des Panzerkreuzers hinfällig. In späteren Auseinandersetzungen während des Ersten Weltkrieges, besonders während der Skagerrakschlacht, wurde dies auch sehr deutlich. Ohne dass sie selbst nennenswert in das Gefecht eingreifen konnten, wurden drei britische Panzerkreuzer versenkt, darunter auch die Black Prince.
Zudem war die Torpedobootabwehr mit ihren 4,7-cm-Kanonen als sehr schwach einzustufen, da zum damaligen Zeitpunkt bereits die stetig anwachsende Größe der Torpedoboote und Zerstörer das leistungsfähigere 7,62-cm-Geschütz in Frage gestellt hatte, das auf den meisten britischen Großkampfschiffen im Einsatz stand.

## Vorkriegszeit
Als zweites Schiff dieses Typs wurde der Panzerkreuzer am 3. Juni 1903 auf der Werft der Thames Ironworks and Shipbuilding and Engineering Co. Ltd. in Blackwall (Londoner Eastend) auf Kiel gelegt und lief am 8. November 1904 von Stapel. Die Indienststellung erfolgte am 17. März 1906. Die Baukosten beliefen sich auf 1.193.414 Pfund Sterling.
Zunächst wurde die Black Prince ab 1907 dem 2. Kreuzergeschwader, ab dem Spätjahr 1907 dem 1. Kreuzergeschwader der Home Fleet zugeteilt, wo sie beinahe 18 Monate lang verblieb. Im Jahre 1909 wurde der Kreuzer zu der im gleichen Jahr neu aufgestellten britischen Atlantic Fleet detachiert und diente dort zwei Jahre lang im 5. Kreuzergeschwader. Im Jahr 1912 kurzzeitig beim 3. Kreuzergeschwader eingesetzt, wurde die Black Prince 1913, gemeinsam mit ihrem Schwesterschiff Duke of Edinburgh, ins Mittelmeer zum 1. Kreuzergeschwader der britischen Mittelmeerflotte (Admiral Sir Archibald Berkeley Milne) abkommandiert. Dabei pendelte die Black Prince zwischen Gibraltar, Malta und Sues und führte zahlreiche Manövermissionen durch.

## Einsätze im Ersten Weltkrieg
Beim Ausbruch des Ersten Weltkrieges befand sich der Kreuzer in Gibraltar. Er wurde aber im Rahmen des 1. Kreuzergeschwaders unter Admiral Ernest Troubridge auf der Defence bereits ab dem 1. August 1914 zur Suche nach der aus dem Schlachtkreuzer Goeben und dem Kleinen Kreuzer Breslau bestehenden deutschen Mittelmeerdivision eingesetzt, obwohl die Kriegserklärung Großbritanniens an das Deutsche Reich erst am 5. August erfolgte. Grund war, dass die deutschen Schiffe die Truppentransporte der Franzosen zwischen den südfranzösischen Häfen und Algerien bedrohten. Am 5. August stieß die Black Prince im Ionischen Meer zu den drei Panzerkreuzern von Troubridge (Defence, Warrior, Duke of Edinburgh) und den Zerstörern, die die deutschen Schiffe vergeblich gesucht hatten. Sie hatten inzwischen Messina angelaufen. Bei Tage zog sich das Geschwader daraufhin nach Osten an die griechische Küste zurück, da  dort Kohlendampfer erwartet wurden und die Zerstörer nur noch geringe Brennstoffvorräte hatten. Direkt vor Messina stand nur der von Troubridge dort belassene Leichte Kreuzer Gloucester. Als die deutschen Schiffe Messina nach Osten hin verließen, marschierte Troubridge anfangs nach Norden, um sie in der Straße von Otranto zu stellen. Zu spät und halbherzig wendete er später und brach die Verfolgung dann frühzeitig ab. Die beiden deutschen Schiffe entkamen den weit überlegenen alliierten Kräften, da sie – entgegen der britischen Erwartungen – nicht in Richtung Westen oder gen Adria operierten, sondern Kurs in Richtung Osten genommen und am 10. August 1914 die Dardanellen erreicht hatten. Später gingen beide Schiffe in den Besitz der osmanischen Flotte über.
Danach verlegten die Black Prince und die Duke of Edinburgh via Suez ins Rote Meer und patrouillierten vor Massaua, um dort deutsche Handelsschiffe abzufangen. Dabei sichtete die Black Prince am 17. August 1914 den deutschen Frachter Südmark (5.870 BRT), der sich auf dem Weg von Yokohama nach Hamburg befand, und kaperte ihn gemäß der geltenden Prisenordnung. Das Schiff wurde später nach Suez eingebracht und unter dem Namen Huntscraft ab 1915 von der britischen Handelsmarine eingesetzt.
Im November 1914 verlegten die Black Prince und die Duke of Edinburgh wieder nach Gibraltar. Beide wurden im Dezember 1914, nach der Niederlage der Royal Navy bei Coronel, vor der Küste Westafrikas zum neu gebildeten britischen Westafrika-Geschwader detachiert. Die Aufgabe dieses Verbandes wäre gewesen, das deutsche Kreuzergeschwader von Vizeadmiral Maximilian Graf von Spee abzufangen, falls dieses in den mittleren Atlantik vorstoßen würde. Das deutsche Geschwader wurde aber bereits im Seegefecht bei den Falklandinseln im Dezember gestellt und aufgerieben, weswegen die Black Prince im Winter 1914/15 wieder nach Großbritannien zur Grand Fleet zurückbeordert wurde.
Gemeinsam mit den Panzerkreuzern Duke of Edinburgh, Defence und Warrior bildete das Schiff dort ab Januar 1915 das in Scapa Flow stationierte 1. Kreuzergeschwader unter Konteradmiral Sir Robert Arbuthnot. Bis Mai 1916 nahm das Schiff an keinen größeren Aktionen teil.
Am Abend des 30. Mai 1916 lag das Schiff in Invergordon vor Anker und wurde am folgenden Tag gegen einen gemeldeten deutschen Flottenvorstoß in der Nordsee eingesetzt, aus dem sich die Skagerrakschlacht entwickelte.

## Skagerrakschlacht und Untergang
Am Morgen des 31. Mai 1916 lief die Black Prince – unter dem Kommando von Captain Thomas P. Bonham – zusammen mit den anderen Schiffen des 1. Kreuzergeschwaders sowie dem 2. Kreuzergeschwader aus Invergordon aus und bildete etwa 18 Seemeilen vor der britischen Hauptmacht die mit der Aufklärung betraute Vorhut. In diesigem Wetter verlor die Black Prince dabei allerdings den Kontakt zu den übrigen Panzerkreuzern und geriet zu weit auf einen südlichen Kurs. Während die Seeschlacht etwa gegen 15:45 Uhr ihren Beginn in einem Gefecht zwischen britischen und deutschen Schlachtkreuzern sah, dampfte die Black Prince mit hoher Fahrt nach Süden, um wieder Anschluss an das 1. Kreuzergeschwader zu bekommen, das sich mittlerweile aber auf die britische Schlachtflotte zurückgezogen hatte. Infolgedessen fuhr der Panzerkreuzer an den übrigen Schiffen des Geschwaders vorbei.
Obwohl dies Glück im Unglück war – das 1. Kreuzergeschwader stieß gegen 18:10 Uhr auf Teile der deutschen Schlachtflotte und erlitt schwere Verluste, unter anderem sank das Geschwader-Flaggschiff Defence um 18:20 Uhr mit Konteradmiral Arbuthnot und der gesamten Besatzung – fand der Panzerkreuzer weiterhin keinen direkten Anschluss an die britische Flotte und orientierte sich, nach Einbruch der Dunkelheit, am Mündungsfeuer der Geschütze in der Ferne. Da die beiden gegnerischen Flotten während des Kampfes in der Abenddämmerung aber mehrfach den Kurs gewechselt hatten, trug dies vermutlich eher noch zur Desorientierung an Bord des Kreuzers bei.
Nachdem die Black Prince fast drei Stunden lang in der Finsternis herumgeirrt war, kam sie kurz nach Mitternacht in Kontakt mit dem Gros der deutschen Schlachtflotte. Die Nassau und die Thüringen hatten das Schiff entdeckt. Etwa gegen 00:05 Uhr sprachen diese Schiffe die Black Prince mit deutschen Identifikationsaufrufen an. Nachdem die Briten das Identifikationssignal nicht beantwortet hatten, strahlten Scheinwerfer des deutschen Schlachtschiffes Thüringen den Panzerkreuzer an. Etwa eine halbe Minute später, gegen 00:07 Uhr, eröffneten die deutschen Schiffe das Feuer auf eine Distanz von nur rund 1.000 Metern.
Die deutschen Schlachtschiffe Thüringen, Nassau, Ostfriesland und Friedrich der Große feuerten mehrere Salven auf Kernschussweite auf den britischen Panzerkreuzer ab, der versuchte abzudrehen. Innerhalb von zwei Minuten erhielt die Black Prince vermutlich 50 bis 60 Treffer, darunter schätzungsweise 15 schwere Treffer vom Kaliber 30,5 cm. Danach stellten die Deutschen das Feuer wieder ein. Die Folgen waren verheerend: Der britische Panzerkreuzer, vom Bug bis zum Heck lichterloh brennend und mit weggerissenen Schornsteinen, trieb an den nachfolgenden deutschen Schiffen vorbei, wobei Zeugenaussagen von rot glühenden Bordwänden bis auf Höhe der Wasserlinie berichteten, und blieb hinter der weitermarschierenden Hochseeflotte zurück. Abschließend berichten die meisten Zeugen, dass die Black Prince achteraus der deutschen Flotte gegen 00:12 Uhr explodiert sei. Danach sei das Schiff nicht mehr gesehen worden.
Mit dem Schiff gingen der Kommandant, Captain Thomas P. Bonham, 851 Besatzungsangehörige sowie fünf als Stewards an Bord tätige Zivilisten unter. Es gab keine Überlebenden.

## Verbleib des Wracks
Das Wrack der Black Prince wurde 2001 von einer Tauchexpedition entdeckt. Die stark zerstörten Überreste des Kreuzers liegen heute in etwa 60 Metern Tiefe auf dem Grund der Nordsee und sind durch den Protection of Military Remains Act von 1986 geschützt.